# Stazione di Suminodō
La stazione di Suminodō (住道駅?, Suminodō-eki) è una stazione ferroviaria della città di Higashiōsaka, nella prefettura di Osaka in Giappone. La stazione è gestita dalla JR West e serve la linea Katamachi (linea Gakkentoshi).

## Linee
JR West
■ Linea Katamachi

## Struttura
La stazione è costituita da due marciapiedi a isola con 4 binari su viadotto.
| 1-2 | ■ Linea Katamachi | per Kyōbashi, Kitashinchi e Amagasaki      |
| 3-4 | ■ Linea Katamachi | per Shijōnawate, Matsuiyamate, Kizu e Nara |

## Stazioni adiacenti
| ≪               | Servizio                | ≫               |
| Linea Katamachi | Linea Katamachi         | Linea Katamachi |
| --------------- | ----------------------- | --------------- |
| Nozaki          | Locale                  | Kōnoikeshinden  |
| Shijōnawate     | Rapido Rapido regionale | Hanaten         |